# 李璡 (成化進士)
李璡（1438年—？），字純夫，直隸安慶府懷寧縣人，民籍。明朝政治人物。同進士出身。

## 生平
應天府鄉試第四十四名。成化五年（1469年）乙丑科會試第三十三名，殿試登進士第三甲第九名。曾祖父李智可。弘治初年任江西贛州府知府。

## 家族
祖父李良，曾任良醫正。父亲李昇，曾任醫學正科。